# Araneus nigromaculatus
Araneus nigromaculatus är en spindelart som beskrevs av Schenkel 1963. Araneus nigromaculatus ingår i släktet Araneus och familjen hjulspindlar. Inga underarter finns listade i Catalogue of Life.